# الجادة الشمالية

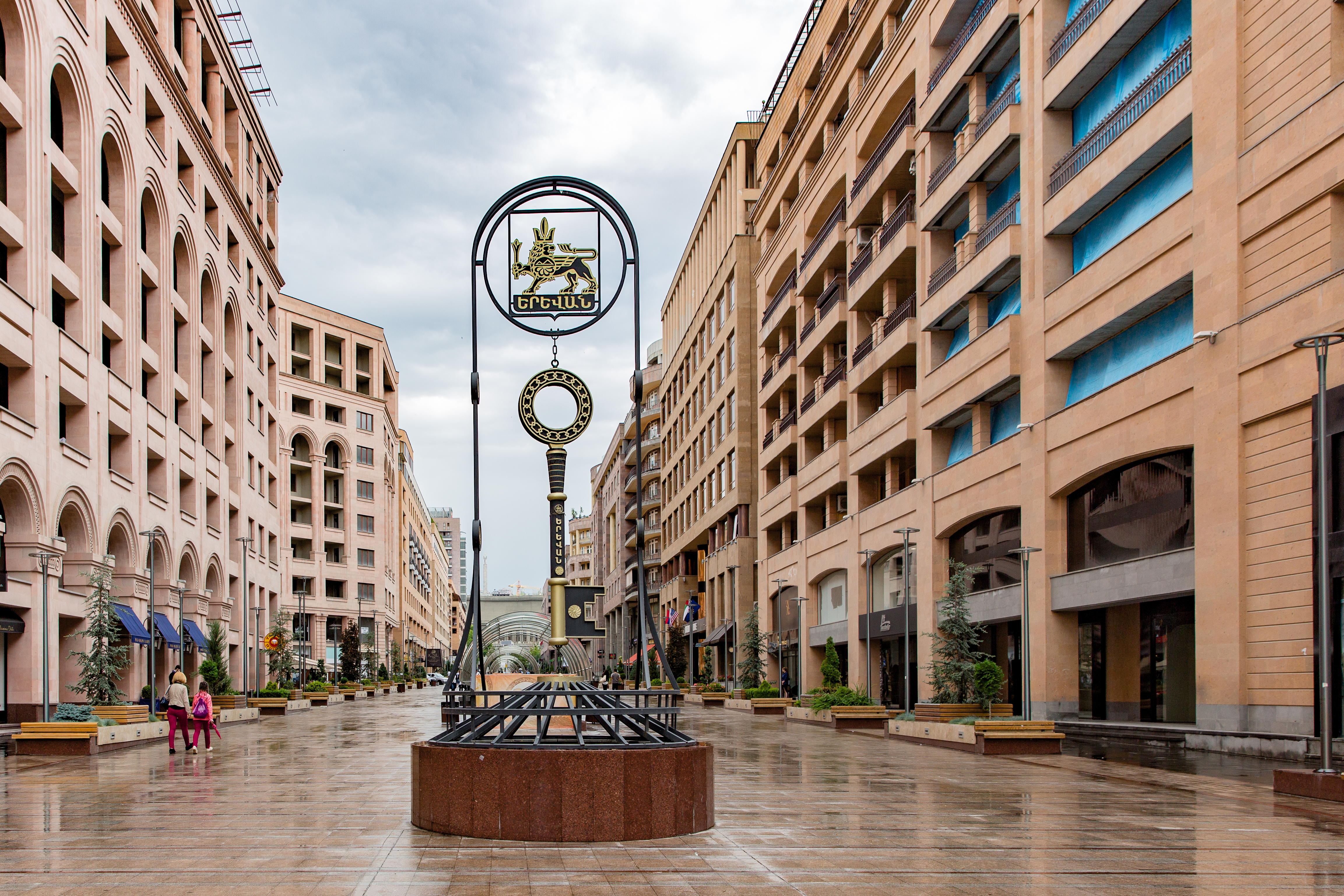
المفتاح الرمزي يريفان

الجادة الشمالية (الأرمينية: Հյուսիսային պողոտա Hyusisayin poghota) هو شارع للمشاة في يريفان، أرمينيا، افتتح في 2007. وهو يقع في منطقة كينترون المركزية ويربط شارع أبوفيان مع ساحة الحرية في شارع تومانين. يبلغ طوله 450 مترًا (1،480 قدمًا) وعرضه 27 مترًا (89 قدمًا).
يقع في وسط مدينة يريفان، وهو موطن المباني السكنية الفاخرة والمحلات التجارية ذات العلامات التجارية الراقية والمكاتب التجارية والمقاهي والفنادق والمطاعم والنوادي الليلية.

## التاريخ

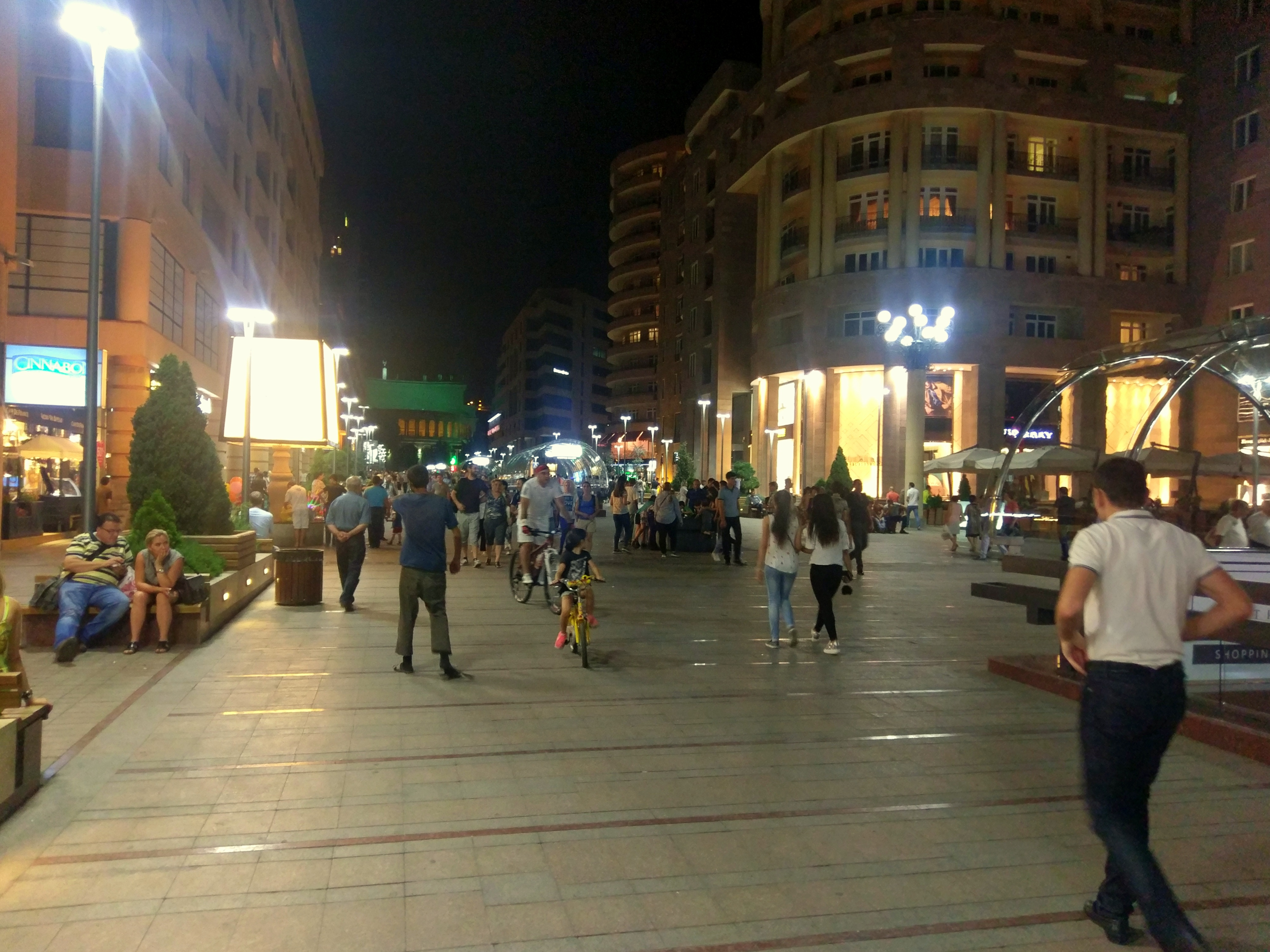
أفينيو في الليل

على الرغم من أنه تم التخطيط له من قبل المهندس المعماري الرئيسي لـيريفان ألكسندر تامانيان في عام 1924، لم يتم تنفيذ الخطة الفعلية خلال الفترة السوفيتية. بعد عقد من انهيار الاتحاد السوفياتي، قرر مجلس مدينة يريفان وضع حجر الأساس لبناء هذا الطريق. ووفقًا للخطط الأصلية، لم يكن من المفترض أبدًا بناء المتحف الوطني ومتحف التاريخ في ساحة الجمهورية على الموقع الحالي، لذا انتهى شارع شمال أفينيو بالقرب من المبنى، بدلاً من فتحه مباشرة في ساحة الجمهورية.
بدأت عملية البناء في 26 مارس 2002، بناء على الخطة الأصلية لألكسندر تامانيان والتي تم تطويرها وإعادة تصميمها من قبل المهندس المعماري ناري سركسيان. 
تم تمويل بناء السبيل من قبل القطاع الخاص. أولاً ، اشترت الحكومة جميع العقارات الصغيرة غير الرسمية على طول طريق الشارع ودمجت الأرض في عدد أكبر من المقرات الأكثر ملاءمة للمطورين الشاهدين، وبيعت هذه القطع بالمزاد العلني. تم تنفيذ هذه العملية في كل قسم، وأثار الكثير من الشكاوى من ملاك الأراضي السابقين.
استناداً إلى التصميم المنقح، فإن شمال أفينيو هي موطن لـ 4 مربعات صغيرة و 11 مبنى بمتوسط ارتفاع 9 طوابق. تم استخدام العديد من أنواع الحجارة في البناء بما في ذلك البازلت والجرانيت والحجر الجيري والتوفا. و الذي يحتوي على منطقة لوقوف السيارات تحت الأرض من طابقين. 
وقد تم الافتتاح الرسمي في 16 نوفمبر 2007. ومع ذلك ، تم تجديده بالكامل في عام 2014، وتم تحويل منطقة وقوف السيارات المؤلفة من طابقين جزئيًا إلى مركز تسوق تحت الأرض، مع السلالم المتحركة المؤدية إلى شمال أفينيو.

## محلات

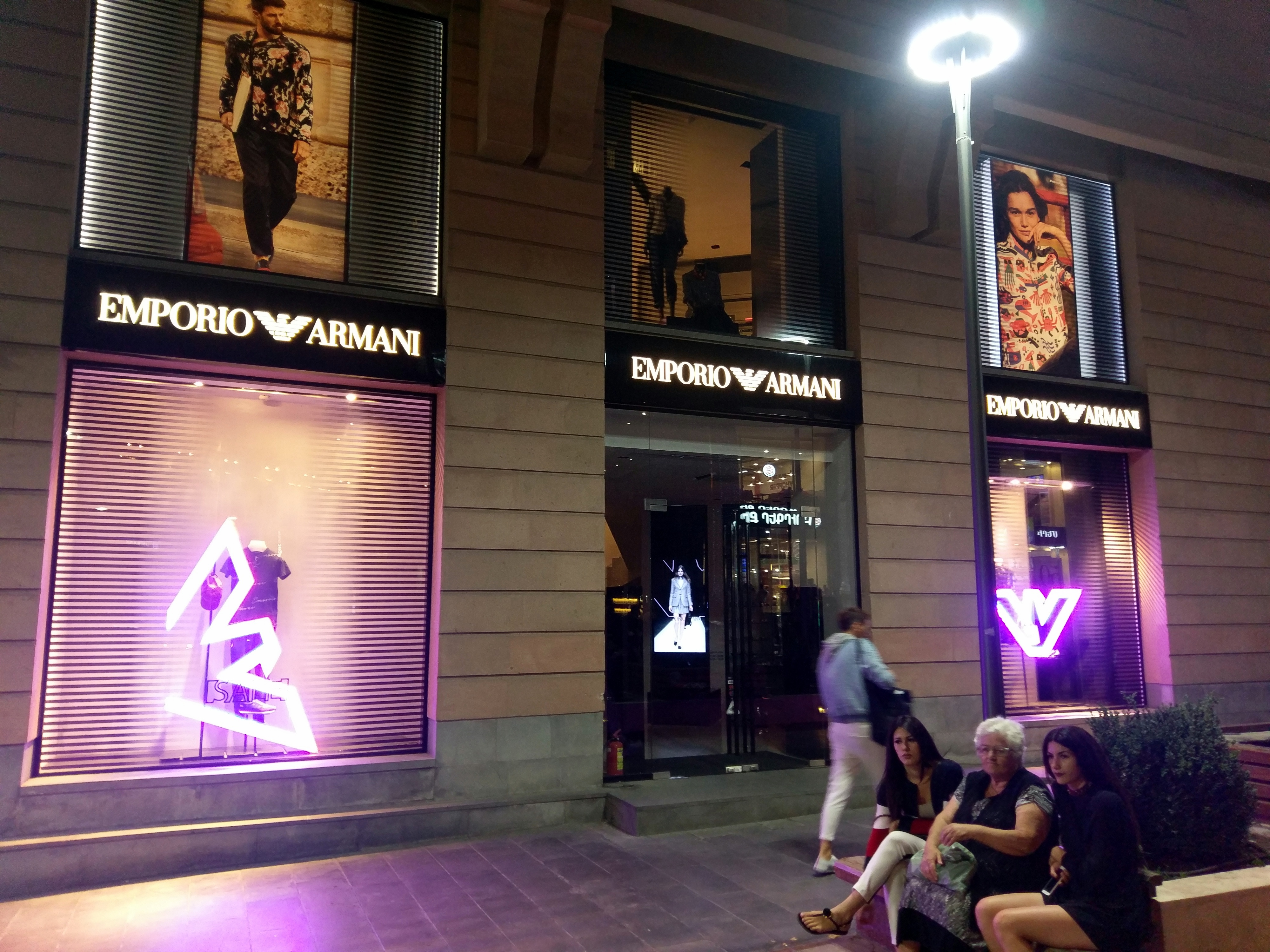
امبريو أرميني في شمال أفينيو

أفينيو الشمالية هي موطن لعدد من العلامات التجارية للأزياء. العديد من المطاعم والمقاهي تعمل أيضا على الجادة.
في 14 مايو 2016، تم افتتاح «متجر تاشير ستريت جاليري» تحت الأرض ذي الطابقين على طول أفينيو، مع المستوى الأول الذي يحتوي على مركز التسوق، والثاني هو موطن منطقة وقوف السيارات. 

## معرض صور

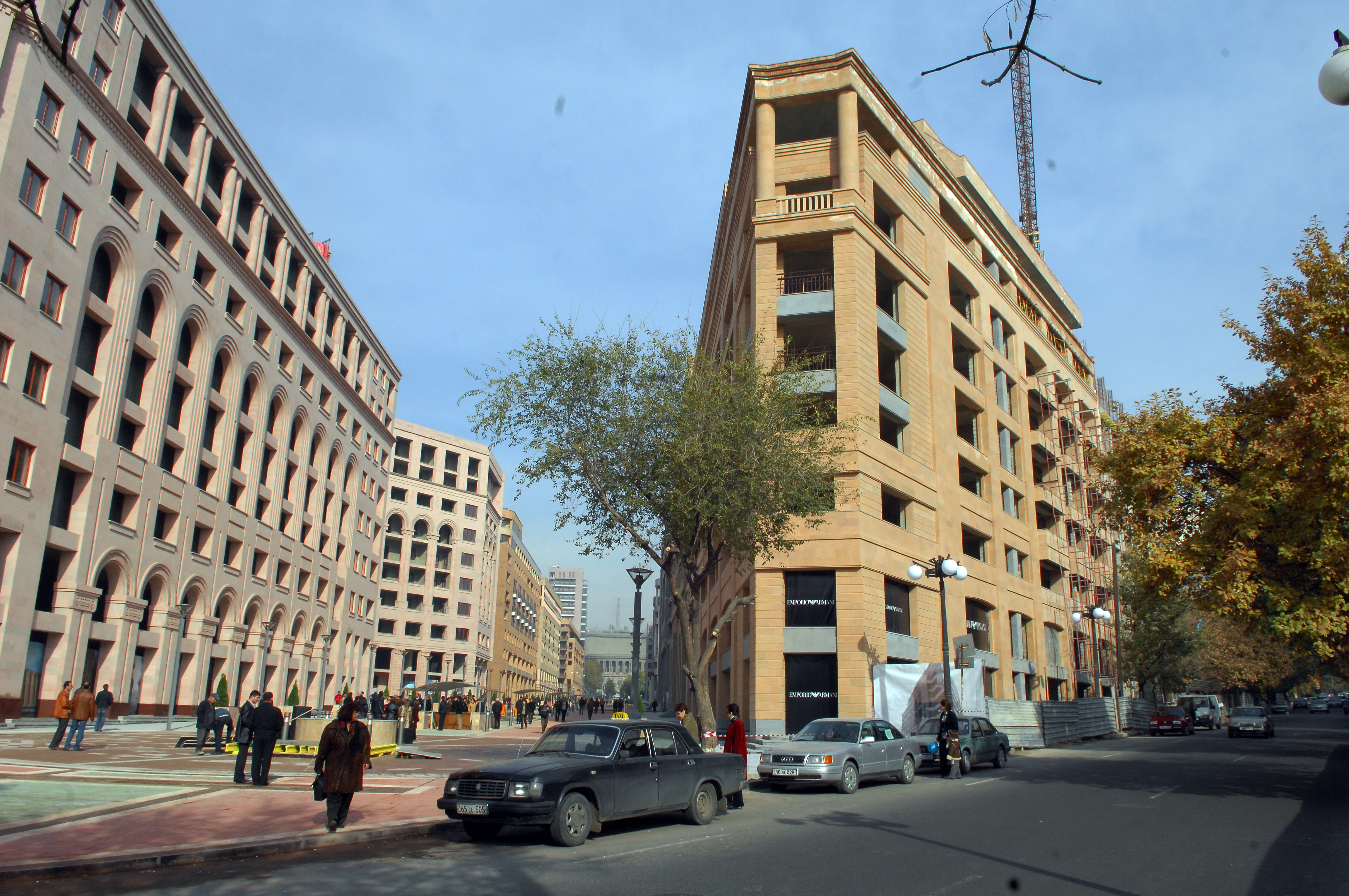
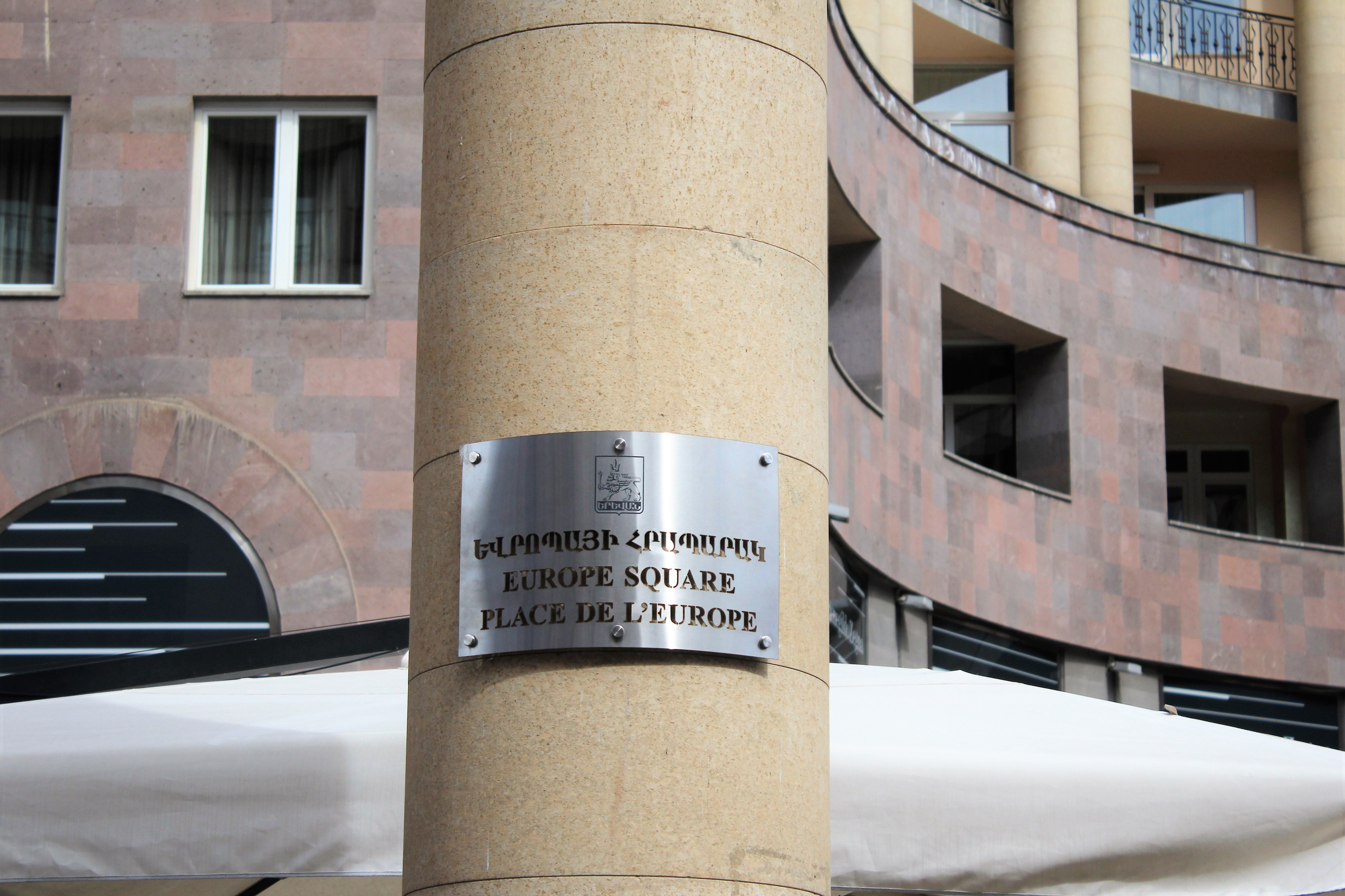
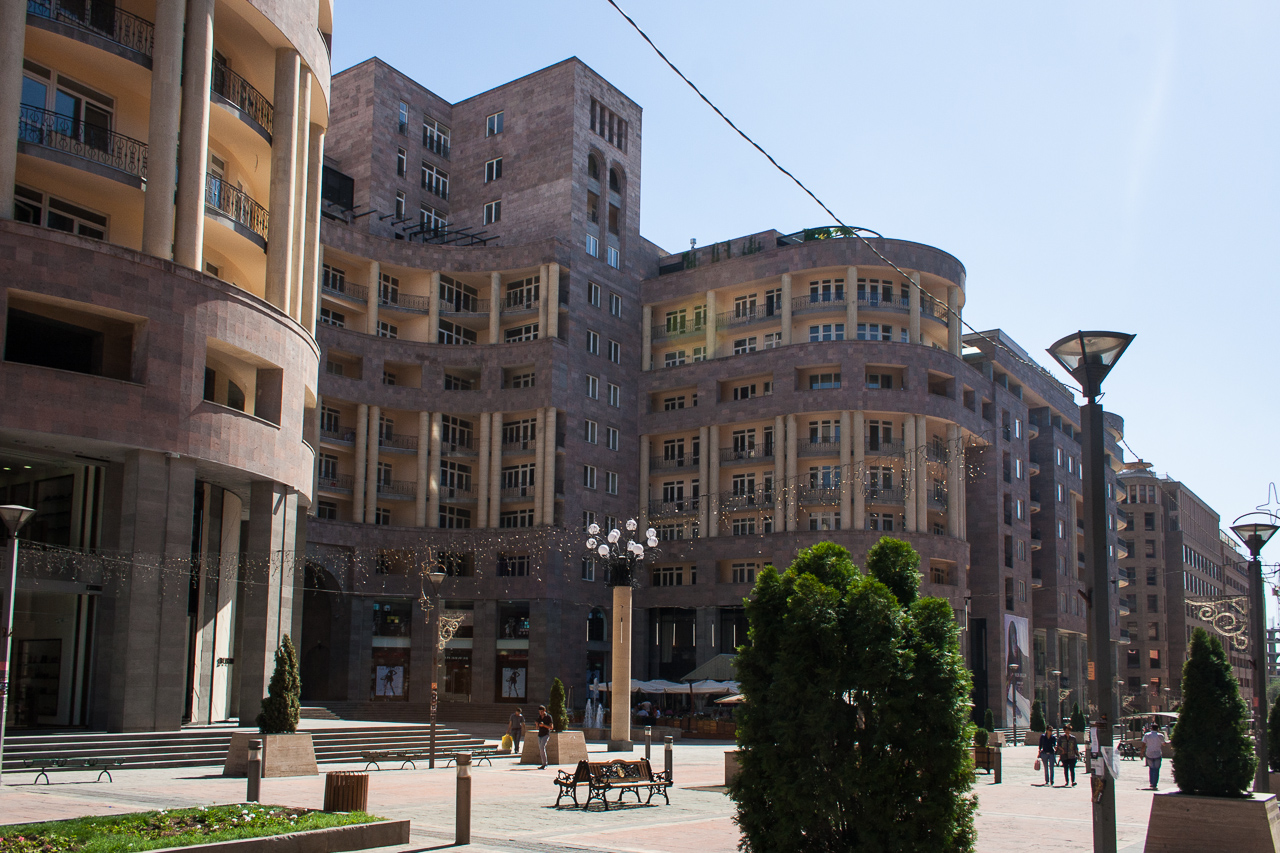
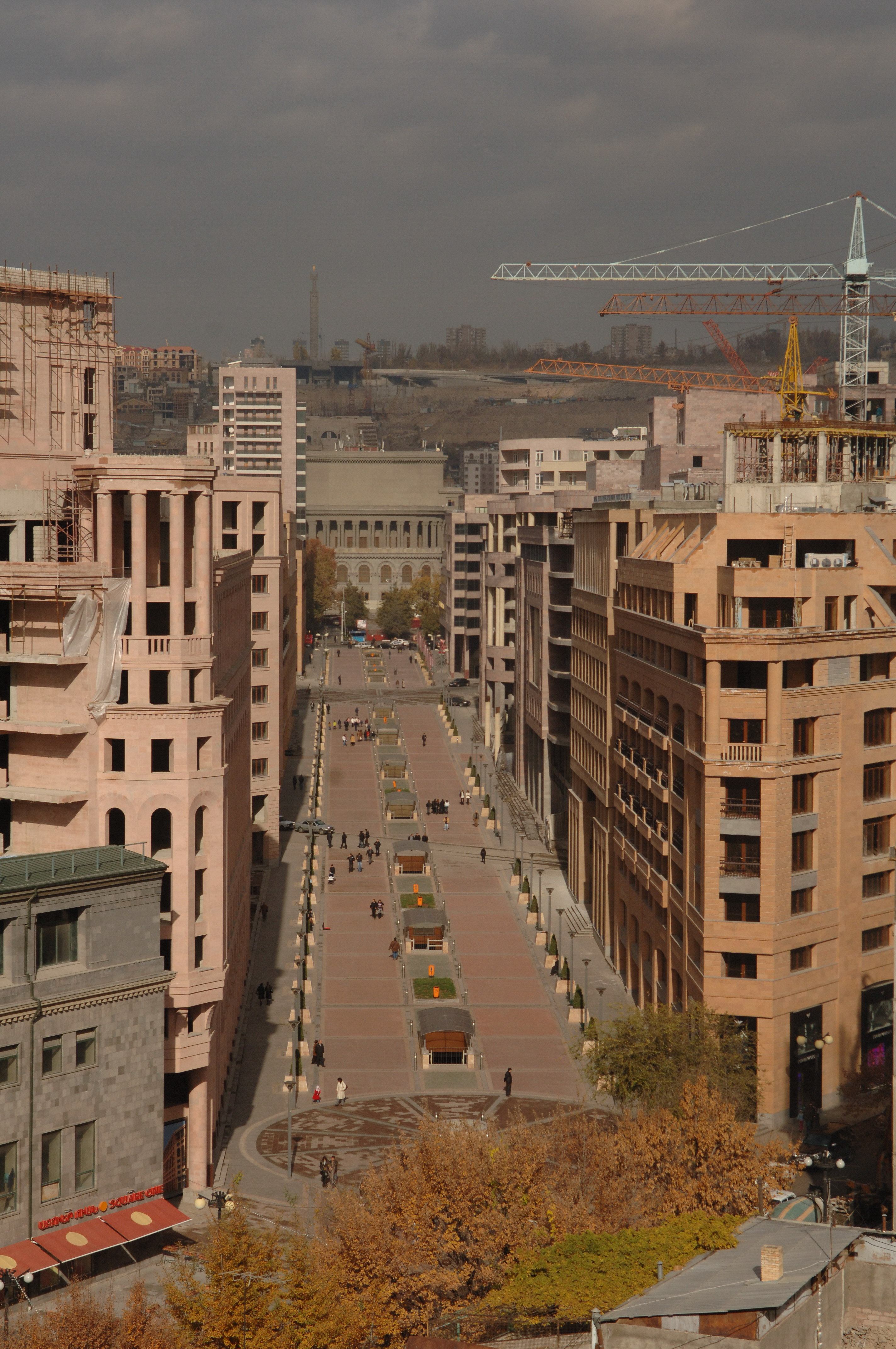